# 투니버스 리즈시절
《투니버스 리즈시절 Vol. 1》과 《투니버스 리즈시절 Vol. 2》는 투니버스가 발매하는 사운드트랙이다. 지니뮤직과 스톤뮤직 엔터테인먼트를 통해서 2019년 12월 24일에 발매됐다.

## 개요
〈Alone〉, 〈야야야〉, 〈Loving You 시간을 넘어서〉는 《투니버스 만화영화 주제가 Best We》, 〈출사표〉, 〈너에게만〉, 〈구원의 서〉는 《투니버스 만화영화 주제가 Best We2》, 〈활주〉, 〈카누를 타고 파라다이스에 갈 때〉, 〈나의 마음을 받아〉, 〈나나나〉, 〈사랑의 구조신호〉, 〈기억해줘〉,〈질풍가도〉, 〈모여라〉는 《투니버스 만화영화 주제가 Best We3》에도 수록되어 있기에 모든 곡이 재발매된 것이 된다.  

## 수록 내용
| #  | 제목                                                                      | 음악가 | 재생 시간 |
| -- | ------------------------------------------------------------------------- | ------ | --------- |
| 1. | 〈나의 마음을 담아〉 (“달빛천사”여는 곡)                                  | 이용신 |           |
| 2. | 〈출사표〉 (“행복한 세상의 족제비” 닫는 곡)                               | 유정석 |           |
| 3. | 〈카누를 타고 파라다이스에 갈 때〉 (“정글은 언제나 맑은 뒤 흐림” 닫는 곡) | 박혜경 |           |
| 4. | 〈Alone〉 (“카우보이 비밥” 닫는 곡)                                       | 박완규 |           |
| 5. | 〈사랑의 구조 신호〉 (“꼬마마법사 레미 비바체” 여는 곡)                   | Tori   |           |
| 6. | 〈기억해줘〉 (“탐정학원 Q 2기” 여는 곡)                                   | 이영미 |           |
| 7. | 〈모여라〉 (“Go! Go! 다섯 쌍둥이 2기” 여는 곡)                            | 양정화 |           |

| #  | 제목                                      | 음악가      | 재생 시간 |
| -- | ----------------------------------------- | ----------- | --------- |
| 1. | 〈질풍가도〉 (“쾌걸 근육맨 2세” 여는 곡)  | 유정석      |           |
| 2. | 〈활주〉 (“나루토” 여는 곡)               | 버즈        |           |
| 3. | 〈너에게만〉 (“미소의 세상” 여는 곡)      | 윤공주      |           |
| 4. | 〈구원의 서〉 (“소년탐정 김전일” 여는 곡) | 김상윤      |           |
| 5. | 〈야야야〉 (“그 남자! 그 여자!” 닫는 곡)  | BK 프로젝터 |           |
| 6. | 〈Loving You〉 (“신의 괴도 잔느” 닫는 곡) | 김연정      |           |
| 7. | 〈나나나〉 (“고스트 바둑왕” 닫는 곡)      | 나창현      |           |

## 같이 보기
- WE 1 (2001년 11월 1일)
- WE 2 (2003년 5월 1일)
- WE 3 (2005년 7월 28일)